# مركبة هيدروجينية

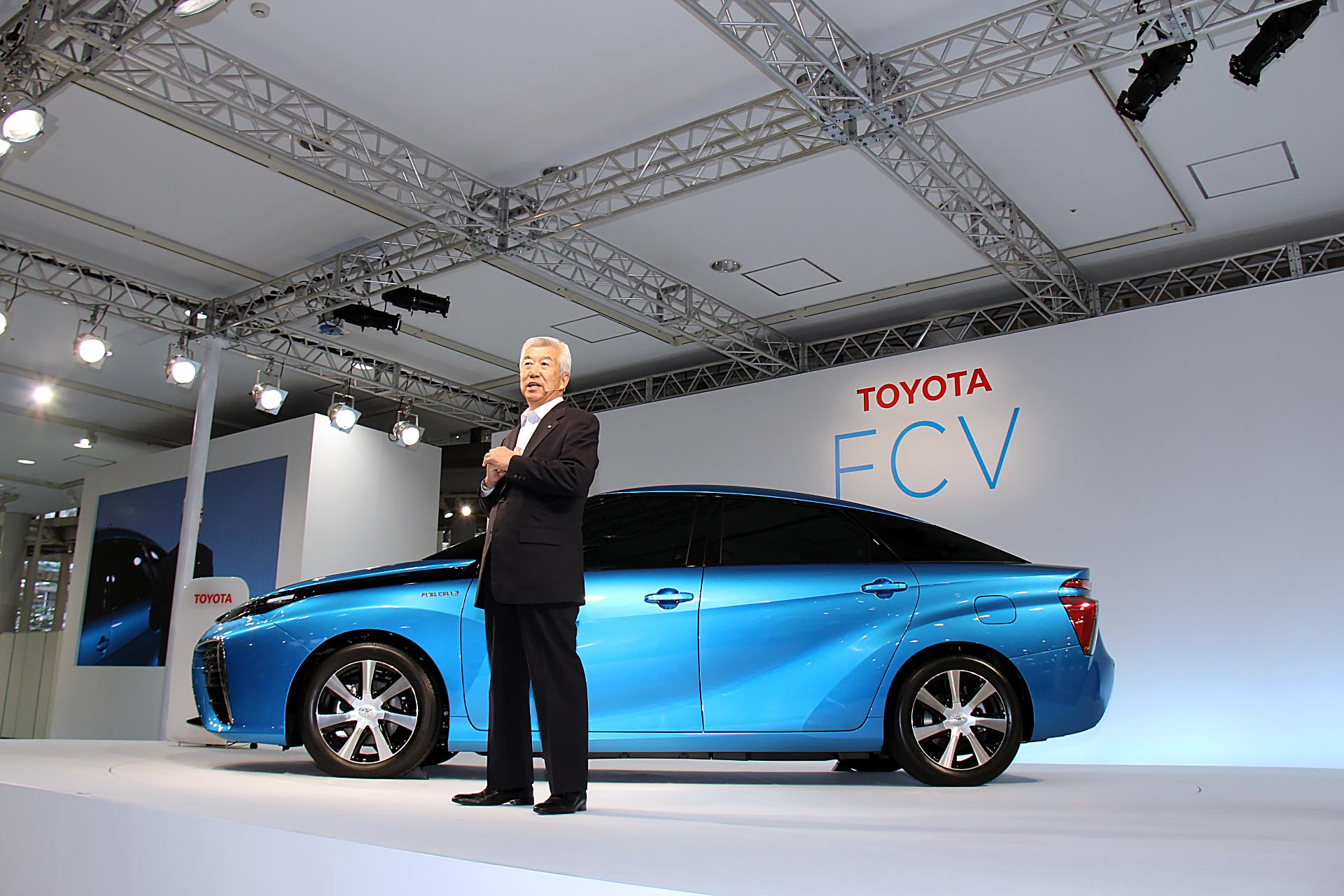
عرض سيارة تويوتا ميراي ذات محرك هيدروجيني

المركبات الهيدروجينية هي نوع من المركبات المعتمدة على الوقود البديل الهيدروجيني لتزويدها بالطاقة. تشمل مركبات الهيدروجين الصواريخ الفضائية العاملة بالوقود الهيدروجيني، بالإضافة إلى السيارات ومركبات النقل الأخرى. تُولد الطاقة عن طريق تحويل الطاقة الكيميائية للهيدروجين إلى طاقة ميكانيكية، إما عن طريق تفاعل الهيدروجين مع الأكسجين في خلية وقود لتشغيل المحركات الكهربائية أو عن طريق حرق الهيدروجين في محرك احتراق داخلي.
اعتبارًا من عام 2021، هناك نوعان متاحان من السيارات الهيدروجينية في أسواق محددة: تويوتا ميراي (التي أصبحت متاحةً في 2014)، وهي أول سيارة كهربائية تعمل بخلايا الوقود (إف سي إي في) أنتُجت بكميات كبيرة، وهيونداي نيكسو (التي أصبحت متاحةً في 2018). أنتِجت سيارة هوندا كلاريتي بين عامي 2016 و2021. لا تزال بعض الشركات الأخرى، مثل بي إم دبليو، تدرس جدوى السيارات الهيدروجينية، بينما أعربت فولكس فاجن عن أن التكنولوجيا ليس لها مستقبل في مجال السيارات، وذلك لأن المركبات الكهربائية التي تعمل بخلايا الوقود تستهلك نحو ثلاثة أضعاف طاقة السيارة الكهربائية التي تعمل بالبطاريات لكل ميل. اعتبارًا من ديسمبر 2020، هناك 31225 مركبة إف سي إي في تعمل بالهيدروجين حول العالم.
اعتبارًا من عام 2019، يُنتج 98% من الهيدروجين عن طريق عملية إصلاح البخار والميثان، التي تبعث ثاني أكسيد الكربون. يمكن إنتاج الهيدروجين بوسائل كيميائية حرارية أو بوسائل تحليل حراري باستخدام مواد أولية متجددة، لكن هذه العمليات مكلفة حاليًا. يجري تطوير العديد من التقنيات التي تهدف إلى توفير أسعار منخفضة بما يكفي، وكميات كبيرة بما يكفي للتنافس مع إنتاج الهيدروجين باستخدام الغاز الطبيعي.
تتمثل مزايا وقود الهيدروجين في سرعة إعادة التزود بالوقود (القريبة من سرعة التزود بالغازولين) ومدى القيادة الطويل باستخدام خزان واحد. تشمل عيوب استخدام الهيدروجين انبعاثات الكربون العالية عند إنتاج الهيدروجين من الغاز الطبيعي، والتكلفة العالية، وكمية الطاقة المنخفضة لكل وحدة حجم في الظروف المحيطة، وصعوبات إنتاج وضغط الهيدروجين، والاستثمار المطلوب في محطات التعبئة الخاصة بالهيدروجين، ونقل الهيدروجين إلى محطات الوقود، وعدم القدرة على إنتاج أو وتوزيع الهيدروجين في المنزل.

## المركبات
يمكن بالفعل أن تعمل السيارات والحافلات والرافعات الشوكية والقطارات ودراجات بّي إتش بي وقوارب القنوات ودراجات الشحن وعربات الجولف والدراجات النارية والكراسي المتحركة والسفن والطائرات والغواصات والصواريخ باستخدام الهيدروجين، في أشكال مختلفة. استخدمت ناسا الهيدروجين لإطلاق المكوكات الفضائية. هناك نموذج لسيارة تعمل بالطاقة الشمسية باستخدام خلية وقود متجددة لتخزين الطاقة على شكل غاز الهيدروجين والأكسجين. يمكنها بعد ذلك تحويل الوقود مرة أخرى إلى ماء لإطلاق الطاقة الشمسية. منذ ظهور التكسير الهيدروليكي، كانت المشكلة الرئيسية لمركبات خلايا الوقود الهيدروجينية هو ارتباك المستهلكين والسياسة العامة فيما يتعلق باعتماد مركبات الهيدروجين التي تعمل بالغاز الطبيعي وتصدر انبعاثات مخفية على حساب وسائل النقل الصديقة للبيئة.

### السيارات
اعتبارًا من عام 2021، هناك سيارتان تعملان بالهيدروجين متاحتان في أسواق محددة: تويوتا ميراي وهيونداي نيكسو. أُنتِجت سيارة هوندا كلاريتي بين عامي 2016 و2021.
في عام 2013، صدرت سيارة هيونداي توكسون إف سي إي في، التي هي عبارة عن سيارة توكسون تم تحويلها ذات مقود أيسر فقط وأصبحت أول سيارة من نوعها في العالم يتم إنتاجها بكميات كبيرة. اعتُبرت سيارة هيونداي نيكسو، التي خلفت سيارة توكسون في عام 2018، «أكثر سيارات الدفع الرباعي أمانًا» من قبل برنامج تقييم السيارات الأوروبية الجديدة في عام 2018 وحصلت على تصنيف «جيد» في اختبار التصادم الجانبي الذي أجراه معهد التأمين لسلامة الطرق السريعة (آي آي إتش إس).
أطلقت تويوتا أول مركبة في العالم تعمل بخلايا الوقود بكميات كبيرة، تويوتا ميراي، في اليابان في نهاية عام 2014 وبدأت بيعها في كاليفورنيا، وخاصةً في منطقة لوس أنجلوس وأيضًا في أسواق مختارة في أوروبا والمملكة المتحدة وألمانيا والدنمارك لاحقًا في عام 2015. يبلغ مدى السيارة 312 ميل (502 كيلومتر) وتحتاج لنحو خمس دقائق لإعادة ملء خزان الهيدروجين الخاص بها. كان سعر البيع الأولي في اليابان هو 7 ملايين ين تقريبًا (69000 دولار). قدر رئيس البرلمان الأوروبي السابق بات كوكس أن تويوتا ستخسر في البداية نحو 100000 دولار لكل سيارة ميراي مُباعة. في نهاية عام 2019، كانت تويوتا قد باعت أكثر من 10000 سيارة ميراي. أطلقت العديد من شركات السيارات نماذج استعراضية بأعداد محدودة.
في عام 2013، استأجرت شركة بي إم دبليو تكنولوجيا المركبات الهيدروجينية من تويوتا، وأعلنت مجموعة تشمل شركة فورد ودايملر إيه جي ونيسان عن تعاونهم لتطوير تكنولوجيا المركبات الهيدروجينية. بحلول عام 2017، تخلت شركة دايملر عن تطوير المركبات الهيدروجينية، وحولت معظم شركات السيارات التي تطور السيارات الهيدروجينية  تركيزها إلى السيارات الكهربائية التي تعمل بالبطاريات.

### الحافلات
تُختبر حافلات خلايا الوقود من قبل العديد من الشركات المصنعة في مواقع مختلفة، مثلًا، حافلة أورسوس لوبلين. قدمت شركة سولاريس باس آند كوتش حافلاتها الكهربائية الهيدروجينية أوربينو 12 في عام 2019. طُلبت العشرات منها ومن المتوقع أن تُسلم بين عامي 2020 و2021.

### الترامات والقطارات
في مارس 2015، أطلقت عرضت شركة الصين للسكك الحديدية الجنوبية (سي إس آر) أول ترام في العالم يعمل بخلايا الوقود الهيدروجينية في منشأة تجميع في تشينغداو. قال كبير المهندسين في شركة سيفانغ التابعة لسي إس آر، ليانغ جيانينغ، أن الشركة تدرس طريقةً لتقليل تكاليف تشغيل الترام. بُنيت مسارات مركبات الترام الجديدة في سبع مدن صينية. خططت الصين لإنفاق 200 مليار يوان (32 مليار دولار) حتى عام 2020 لزيادة طول مسارات الترام إلى أكثر من 1200 ميل.
في عام 2018، بدأ تشغيل قطارات كوراديا آي لنت التي تعمل بخلايا الوقود في شمال ألمانيا؛ تُخزن الطاقة الزائدة في بطاريات ليثيوم أيون.
بدأ اختبار قطار «هيدروفليكس» التجريبي في بريطانيا في يونيو 2019.
وبدأت السعودية التشغيل التجريبي لقطار يعمل بالهيدروجين، يُعتبر الأول من نوعه في الشرق الأوسط، فيأكتوبر 2023، وفقاً لما أعلنه وزير الطاقة السعودي الأمير عبدالعزيز بن سلمان.

### السفن
اعتبارًا من عام 2019، من غير المناسب استخدام خلايا وقود الهيدروجين لدفع السفن الكبيرة لمسافات طويلة، ولكنها تزيد المسافة المقطوعة للسفن الكهربائية الصغيرة ذات المدى القصير وذات السرعة المنخفضة، مثل العبّارات. تجري دراسة مزيج الهيدروجين والأمونيا باعتباره وقودًا مناسبًا للمسافات طويلة.